# Orde van Alcántara

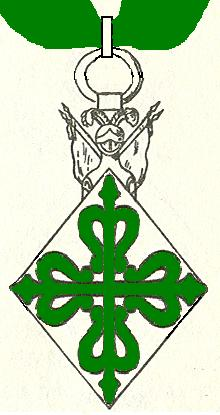
Het kleinood van de Orde.

Het kruis van de Orde; een Grieks kruis in sinopel met fleur-de-lys aan de uiteinden ook wel gezien als vier gestileerde letters "M" voor Maria

De Orde van Alcántara, voluit "Militaire Ridderorde van Alcántara" (Spaans: "Orden Militar de Alcántara") is een Spaanse ridderorde. De van oorsprong middeleeuwse militaire orde werd in 1873 opgeheven en twee jaar later heropgericht als koninklijke onderscheiding, waarvan de Spaanse koning grootmeester is.

## Geschiedenis
De Orde werd als Orde van de Heilige Julianus van Pereiro in 1156 door de broers Don Suero Fernández Barrientos en Don Gómez Fernández Barrientos gesticht en is vernoemd naar de stad Alcántara.
In 1222 werd de Orde door Don Ordosso Bisschop van Salamanca erkend als een religieuze Orde van krijgshaftige ridders die de regels van de cisterciënzers (dat wil zeggen de regel van de Heilige Benedictus van Nurcia) volgden.
De Spaanse militaire ridderorden, Alcántara, Calatrava, Montesa en San Iago hebben een belangrijke rol gespeeld bij het verjagen van de Moren uit het Iberisch Schiereiland. Vooral voor de jongere zonen van de adel, zij die niets erfden, was de intrede in deze orde van krijgshaftige monniken een nobele en passende levenstaak.
De orde behoort daarmee tot de middeleeuwse kruisridderorden zoals de Tempeliers, de Duitse Orde en de Orde van Malta. Ook in Spanje en Portugal streed het Christelijke Europa tegen de Islam.
Koning Ferdinand II van Leon werd in 1175 de beschermheer van de Orde die door een eigen grootmeester werd bestuurd. In 1177 heeft Paus Alexander III de Orde in een bul erkend en onder canoniek recht geplaatst.
De orde is sinds 1875 een gezelschap Spaanse katholieke edelen onder bescherming van de Spaanse kroon. De Heilige Stoel wees koning Juan Carlos I als grootmeester en administrator aan.
Het lint en het kruis van de orde zijn groen en worden om de hals gedragen. Het kruis is in vorm gelijk aan dat van de Orde van Calatrava. De ridders dragen bij bijzondere gelegenheden een witte mantel met een groot rood ordekruis op de linkerschouder.
De dagelijkse leiding van de Orde ligt in de handen van de President van de "Raad van de vier Militaire Orden" Z.K.H. Infant Don Carlos de Bourbon-Twee Siciliën y Bourbon, Hertog van Calabrië. Een telg uit de tak van het Koninklijk Huis dat tot 1860 in Napels regeerde.
De Orde heeft nauwe banden met de monarchie. Koning Alfons XIII liet de geborduurde kruisen van de vier militaire Orden aan de binnenzijde van al zijn jasjes naaien.